# محمدباقر نوبخت
محمدباقر نوبخت حقیقی (زادهٔ ۲ فروردین ۱۳۲۹) سیاستمدار اعتدالگرا، اقتصاددان نهادگرا، مدرس دانشگاه و مدیر ارشد اجرایی در ایران است. او در دولت‌های یازدهم و دوازدهم در فاصله سال‌های ۱۳۹۲ تا ۱۳۹۷ سمت سخنگوی دولت و از سال ۱۳۹۲ تا ۱۳۹۵ معاون رئیس‌جمهور و رئیس سازمان مدیریت و برنامه‌ریزی و بین سال‌های ۱۳۹۵ تا ۱۴۰۰ به‌عنوان معاون رئیس‌جمهور و رئیس سازمان برنامه و بودجه فعالیت می‌کرد. او همچنین دبیرکل حزب اعتدال و توسعه است.
او دانش‌آموختهٔ دکترای  اقتصاد از دانشگاه پیزلی و همچنین دکترای مدیریت از دانشگاه آزاد اسلامی واحد علوم و تحقیقات تهران است. وی فعالیت شغلی خود را از اواخر دهه ۱۳۵۰ در آموزش و پرورش رشت آغاز کرد. نوبخت در چهار ادوار مجلس شورای اسلامی، در دوره‌های سوم، چهارم، پنجم و ششم، به عنوان نماینده رشت و خمام فعالیت می‌کرد. وی پیشتر از دولت یازدهم، به‌عنوان معاون پژوهش‌های اقتصادیِ مرکز تحقیقات استراتژیک مجمع تشخیص مصلحت نظام فعالیت می‌کرد.

## زندگی‌نامه
محمد باقر نوبخت در تاریخ ۲ فروردین ۱۳۲۹ در شهر رشت زاده شد. وی خواهرزاده حجت‌الاسلام حسن حجتی از روحانیون سرشناس گیلان و نوه آیت‌الله ابوالقاسم حجتی است و دو برادرش نیز در سمت‌های دولتی و قضایی مشغول به فعالیت می‌باشند. او در دهه سوم زندگی‌اش، مدیر دبیرستان دکتر بهشتی (شاپور سابق) رشت، پس از آن مدیرکل آموزش و پرورش کرمانشاه، سپس چهار دوره نماینده رشت در مجلس شورای اسلامی بوده است.
نوبخت تا پیش از انتخابات ریاست‌جمهوری ایران (۱۳۹۲) و به قدرت رسیدن حسن روحانی، به عنوان معاون پژوهش‌های اقتصادی، مرکز تحقیقات استراتژیک مجمع تشخیص مصلحت نظام، همچنین دبیرکل حزب اعتدال و توسعه فعالیت می‌نمود. او در انتخابات ریاست‌جمهوری ایران (۱۳۹۲) از حامیان حسن روحانی بود و به عنوان سخنگوی ستاد انتخاباتی وی فعالیت می‌کرد. علی نوبخت حقیقی، نماینده تهران در مجلس دهم و دبیر انجمن‌های علمی تخصصی ایران، برادر محمدباقر نوبخت است.

## فعالیت‌های سیاسی

### انتخابات ریاست‌جمهوری ۱۳۸۴
در خلال انتخابات ریاست‌جمهوری ۱۳۸۴ نوبخت، سخنگوی ائتلافی با عنوان «ائتلاف نهم برای فردایی بهتر» را بر عهده داشت. این ائتلاف از چند حزب و گروه چون حزب کارگزاران سازندگی ایران و حزب اعتدال و توسعه تشکیل شده بود، که حامی اصلی ورود اکبر هاشمی رفسنجانی به انتخابات ریاست جمهوری و در اصل، ستاد انتخاباتی غیررسمی او محسوب می‌شد و در پوشش دعوت از هاشمی به نوعی تبلیغات انتخاباتی زودهنگام را به نفع او آغاز نموده بود.

### انتخابات ریاست‌جمهوری ۱۳۸۸
نوبخت در انتخابات ریاست‌جمهوری ۱۳۸۸، از حامیان میرحسین موسوی بود.

### انتخابات ریاست‌جمهوری ۱۳۹۲
در انتخابات ریاست‌جمهوری ۱۳۹۲ محمدباقر نوبخت نخست به عنوان سخنگوی ستاد حسن روحانی منصوب شد، که با ثبت‌نام اکبر هاشمی رفسنجانی در انتخابات، بعنوان رئیس ستاد انتخابات هاشمی رفسنجانی در استان گیلان انتخاب شد. پس از رد صلاحیت هاشمی، وی دوباره به عنوان سخنگوی ستاد روحانی، فعالیت خود را از سر گرفت. پس از پیروزی روحانی در انتخابات ریاست‌جمهوری ۱۳۹۲، نوبخت به عنوان نماینده رئیس‌جمهور برای همکاری با محمدرضا باهنر، به عنوان نماینده رئیس مجلس شورای اسلامی (علی لاریجانی) در ایجاد ارتباط و تعامل دو قوه، انتخاب شد.

## دولت یازدهم

### ریاست سازمان برنامه و بودجه
بعد از انتخاب حسن روحانی به عنوان رئیس دولت یازدهم، وی در تاریخ ۲۰ مرداد ۱۳۹۲، نوبخت را به سمت معاون برنامه‌ریزی و نظارت راهبردی رئیس‌جمهور و سرپرست معاونت توسعه مدیریت و سرمایه انسانی رئیس‌جمهور، در دولت یازدهم منصوب کرد. به دنبال آن در تاریخ ۱۹ آبان ۱۳۹۳، با دستور رئیس‌جمهور و تصویب شورای عالی اداری، با ادغام دو معاونت برنامه‌ریزی و نظارت راهبردی و توسعه مدیریت و سرمایه انسانی، سازمان مدیریت و برنامه‌ریزی کشور احیاء گردید. کمتر از دو ماه بعد، در ۸ دی ۱۳۹۳ محمدباقر نوبخت به عنوان معاون رئیس‌جمهور و رئیس سازمان مدیریت و برنامه‌ریزی کشور منصوب گردید. چندی بعد در ۴ مرداد ۱۳۹۵ سازمان مدیریت و برنامه‌ریزی به دو سازمان برنامه و بودجه و سازمان امور اداری و استخدامی تقسیم شد و نوبخت به عنوان رئیس سازمان برنامه و بودجه انتخاب گردید.

### سخنگوی دولت
با تصویب هیئت وزیران در تاریخ ۱۳۹۲/۶/۶ محمدباقر نوبخت، معاون رئیس‌جمهور با حفظ سمت، به عنوان سخنگوی دولت یازدهم جمهوری اسلامی ایران معرفی شد. وی در دولت دوازدهم همچنان در این جایگاه فعالیت می‌کرد. او در تاریخ ۹ مرداد ۱۳۹۷ از سخنگویی دولت استعفا داد.

## انتخابات مجلس دوازدهم
محمد باقر نوبخت در دوازدهمین دوره انتخابات مجلس شورای اسلامی از حوزه انتخابیه رشت و خمام نامزد شد علی‌رغم حمایت‌های ویژه سیاسیون ملی از جمله علی لاریجانی از وی نتوانست رای لازم برای نمایندگی مردم را کسب کند. محمدباقر نوبخت حقیقی با کسب ۲۸۳۱۶ رأی پنجم شد.

## تحصیلات
- دکترای مدیریت از دانشگاه آزاد اسلامی واحد علوم و تحقیقات (تهران)
- دکتری اقتصاد از دانشگاه پیزلی
- دوره بعد از دکتری در توسعه اقتصادی از مرکز مطالعات کاربردی کاسین (ژنو، سوئیس)

## سوابق تدریس
- دانشگاه شهید بهشتی تهران (۱۳۸۶ تا ۱۳۹۰)
- دانشگاه آزاد اسلامی واحد علوم و تحقیقات (تهران) (۱۳۸۶ تا ۱۳۹۰)
- دانشگاه گیلان (۱۳۷۷ تا ۱۳۸۲)
- دانشگاه آزاد اسلامی واحد رشت (۱۳۷۴ تا ۱۳۷۷)
- مرکز آموزش مدیریت دولتی (۱۳۷۲ تا ۱۳۸۲)
- دانشگاه شهید بهشتی تهران (۱۳۶۹ تا ۱۳۷۲)

## تألیفات
- اقتصاد کار (۱۳۹۰)
- راهنمای کامل فرایندها، الگوها و تکنیک‌های کلیدی مدیریت پروژه پیشرفته (۱۳۸۹)
- اقتصاد جدید (۱۳۸۹)
- دریاچه خزر در قرن بیست و یکم (۱۳۸۸)
- پژوهش‌های راهبردی در توسعه اقتصادی ایران (۱۳۸۸)
- روش‌های ارتقاء بهره‌وری منابع انسانی در چشم‌انداز بیست ساله (۱۳۸۷)
- دولت الکترونیک و امکان‌سنجی استقرار آن در ایران (۱۳۸۷)
- بررسی نحوه استفاده از دستاوردهای دانشگاه آزاد اسلامی در صنایع تولیدی (۱۳۸۷)
- فرایند جهانی‌شدن؛ تغییرات و الزامات لازم در حوزه اقتصاد جمهوری اسلامی ایران (۱۳۸۷)
- بررسی نقش دانشگاه آزاد اسلامی در توسعه اقتصادی-اجتماعی کشور (۱۳۸۷)
- توسعه صنعت گردشگری در ایران؛ موانع و راهکارها (۱۳۸۷)
- منطقه آزاد انرژی در ایران (۱۳۸۷)
- اقتصاد کار (راهبردهای تعادل بازار کار و اشتغال فارغ‌التحصیلان) (۱۳۸۷)
- بررسی ابعاد مختلف تجهیز منابع سرمایه‌ای در جهت توسعه اقتصادی کشور (۱۳۸۷)
- ارزیابی اقتصادی تأسیس رشته-شهرهای جدید دانشگاه آزاد اسلامی و پیشنهاد مدل ایجاد آن (۱۳۸۷)
- پژوهش‌های راهبردی در توسعه اقتصادی ایران (۱۳۸۵)